# Jupiter (1782)
Lo Jupiter era un vascello da 74 cannoni in servizio nella marina olandese tra il 1782 e il 1797, e poi nella Royal Navy come HMS Camperdown tra il 1797 e il 1817.

## Storia
Realizzato per conto dell'Ammiragliato di Amsterdam presso il cantiere navale di Amsterdam nei Paesi Bassi, il vascello da 76 cannoni Jupiter varato nell'aprile 1782. Nel 1795 transitò in servizio nella Marina batava.
Nel 1797 fu assegnato alla squadra navale dell'ammiraglio Jan Willem de Winter. Detta squadra navale salpò da Texel alle 10:00 dell'8 ottobre, e sullo Jupiter alzava la sua insegna il comandante della retroguardia, viceammiraglio Hermanus Reijntjes. Le navi olandesi vennero rapidamente avvistate dalla flottiglia al comando del captain Henry Trollope, che iniziò ad inseguirle. Da quando aveva lasciato la rada di Texel, de Winter non riuscì mai a sfuggire alle navi di Trollope: la sera del 10 ottobre, diverse navi olandesi furono distaccate dal grosso della squadra per cercare di allontanare le navi di Trollope mentre la flotta olandese si allontanava dalla Mosa, ma non riuscirono mai ad avvicinarsi alle più veloci navi britanniche. Non essendo riuscito a raggiungere l'appuntamento con un altro vascello al largo della Mosa, de Winter virò quindi a nord-ovest, navigando al largo di Lowestoft nel Suffolk e di nuovo tentando, senza successo, di allontanare le navi di Trollope. Lì lo raggiunsero i rapporti dei pescherecci olandesi sull'apparizione delle navi di linea del viceammiraglio Adam Duncan al largo di Texel, e richiamò immediatamente le sue navi ordinando nel contempo alla flotta di tornare indietro verso la costa olandese, puntando al villaggio di Scheveningen. Nel frattempo, ulteriori messaggi di Trollope che riportavano i movimenti olandesi avevano raggiunto Duncan e lui virò con la sua flotta verso ovest, seguendo la costa olandese. Alle 07:00 del mattino dell'11 ottobre la squadra di Trollope avvistò le vele a nord-est e, dopo aver confermato che si trattava della flotta di Duncan, segnalò che la flotta olandese si trovava a circa 3 miglia nautiche (5,6 km) più a sud-ovest, diventando visibile alla flotta entro le 08:30. Il primo chiaro avvistamento delle navi olandesi fu segnalato dal capitano Peter Halkett della Circe, che era salito sull'albero maestro per avere una visuale migliore. A questo punto le navi olandesi stavano navigando verso terra, a circa 9 miglia nautiche (17 km) dalla costa dell'Olanda Settentrionale, vicino al villaggio di Camperduin. 
Alle 12:05, Duncan alzò il segnale e ordinò alle sue navi di ingaggiare da vicino il nemico, iniziando la battaglia di Camperdown. Allo stesso tempo lo Jupiter, che si trovava in quarta posizione nell'estremità meridionale della linea di fila olandese, aprì il fuoco sul Monarch che si stava rapidamente avvicinando. Le navi olandesi avevano aspettato che gli inglesi fossero ben entro il raggio effettivo di tiro per massimizzare l'effetto delle bordate, e presto l'ammiraglia di Onslow fu sotto il fuoco dell'intera retroguardia della linea olandese. Il Monarch subì danni mentre alle 12:30 tentava di passare attraverso la linea olandese tra lo Jupiter e lo Haarlem. Sul Monarch  il capitano Edward O'Bryen fece notare a Onslow che non poteva vedere dove far passare la sua nave tra quelle navi olandesi schierate strettamente, a cui l'ammiraglio rispose che "il Monarch passerà". Trovato un piccolo spazio tra le navi, Onslow fece sparare alcune bordate contro entrambe le navi olandesi e poi virò per far affiancare la sua nave all'ammiraglia di Reyntjes. Mentre effettuava la manovra la fregata olandese Monnikkendam e il brigantino Daphné tentarono di colmare il vuoto nella linea che il Monarch aveva aperto, sparando contro la nave britannica mentre effettuavano la manovra. In tutta risposta Onslow fece aprire il fuoco sulle navi più piccole, distruggendo il timone e parte del sartiame della fregata, così che la nave si ritirò, seguita poi dal brigantino gravemente danneggiato.
Le navi della retroguardia olandese rimasero isolate dal resto della squadra e furono sopraffatte una ad una. Lo Jupiter, con 61 morti a bordo, gravemente danneggiato allo scafo e al sartiame, senza l'albero maestro e quello di mezzana, ammainò la bandiera prima delle 13:45. Il viceammiraglio Reijntjes, gravemente ferito, fu preso prigioniero di guerra, e decedette a Londra per le ferite riportate in combattimento. Il 23 dicembre 1797 re Giorgio III guidò una processione e una cerimonia di ringraziamento nella cattedrale di St Paul a Londra durante la quale Duncan portò la bandiera di De Winter dal Vrijheid e Onslow la bandiera di Reijntjes dallo Jupiter, seguito da Fairfax, Essington, Mitchell, Bligh, Walker, Trollope, Drury. O'Bryen, Gregory e Hotham oltre a numerosi marinai della flotta.
Lo Jupiter fu rinominato HMS Camperdown e il vascello venne rimesso in servizio attivo a Chatham a partire dal 10 gennaio 1798 con un armamento composto da 28 cannoni da 32 libbre, 32 da 18 libbre, e 14 carronate da 32 libbre. Nell'ottobre dello stesso anno fu trasformato in nave prigione per i prigionieri francesi, posto al comando del tenente Francis McGie, cui succedettero poi i parigrado William Chilcott e Richard Turner Hancock. Nel 1802 fu trasformato in nave deposito munizioni, ricoprendo tale ruolo fino a che non fu radiato, venduto e demolito a partire dal 10 settembre 1817.

### Annotazioni
1. ↑  Si spense a Londra il 9 novembre 1797, e la sua salma fu riconsegnata ai Paesi Bassi con tutti gli onori militari.

### Fonti
1. 1 2 3 4  Lyon, Winfield 2004, p. 48.
2. 1 2  Tree Decks.
3. 1 2 3 4  Tree Decks.
4. ↑  Clowes 1997, p. 327.
5. ↑  Clowes 1826, p. 68.
6. ↑  Clowes 1997, p. 326.
7. 1 2  James 1826, p. 67.
8. ↑  Brenton 1823, p. 353.
9. ↑  Padfield 2000, p. 99.
10. ↑  Clowes 1997, p. 328.
11. ↑  Padfield 2000, p. 100.
12. ↑  James 1826, p. 69.
13. ↑  (EN) The London Gazette (PDF), n. 14075, 19 December 1797.